# Observatori de Bergisch Gladbach
L'Observatori de Bergisch Gladbach és un observatori astronòmic que es troba a Bergisch Gladbach (Alemanya). El seu codi d'observatori és el 621. Hi treballa l'astrònom Wolf Bickel.